# 7人制ラグビー女子ウガンダ代表
7人制ラグビー女子ウガンダ代表（英語: Uganda women's national rugby sevens team）は、国際大会に派遣される7人制ラグビーの女子ウガンダ代表チームである。愛称は「レディ・クレーンズ (Lady Cranes)」。

## 歴史
2009年、第1回の女子ラグビーワールドカップセブンズで初出場。
その後2013年、アフリカンセブンズで3位に入る。
2025ワールドラグビー・セブンズ・チャレンジャーシリーズにおいて、ポーランドへの入国ビザ取得問題のため、シリーズ中の2025年3月17日に出場を途中辞退した。ウガンダチームについては、2023年には7人制女子選手の一部が、2024年には7人制男子選手の一部が、南アフリカ共和国への入国ビザが発給されない事態となったことがある。

## 成績

### 夏季オリンピック
| 年   | ラウンド  | 順位     | 試       | 勝       | 負       | 分       |
| ---- | --------- | -------- | -------- | -------- | -------- | -------- |
| 2016 | 出場なし  | 出場なし | 出場なし | 出場なし | 出場なし | 出場なし |
| 2021 | 出場なし  | 出場なし | 出場なし | 出場なし | 出場なし | 出場なし |
| 計   | 優勝 0 回 | 0/2      | 0        | 0        | 0        | 0        |

### ワールドカップ
| 年   | ラウンド           | 順位     | 試       | 勝       | 負       | 分       |
| ---- | ------------------ | -------- | -------- | -------- | -------- | -------- |
| 2009 | ボウル準々決勝敗退 | 13       | 4        | 0        | 4        | 0        |
| 2013 | 出場なし           | 出場なし | 出場なし | 出場なし | 出場なし | 出場なし |
| 2018 | 出場なし           | 出場なし | 出場なし | 出場なし | 出場なし | 出場なし |
| 計   | 優勝 0回           | 1/3      | 4        | 0        | 4        | 0        |